# Révolte carausienne

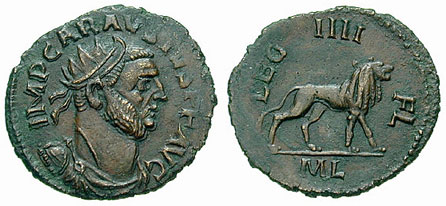
Pièce de Carausius, frappée à Londinium pour payer ses troupes c. 286-93

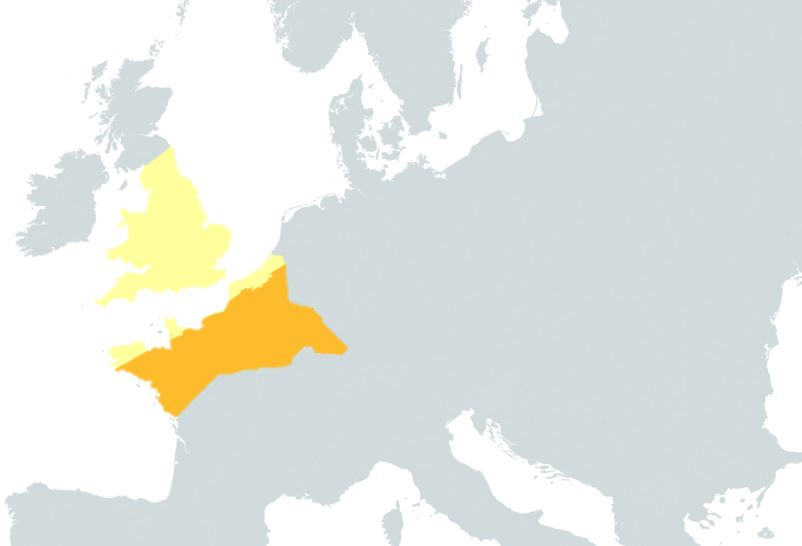
Extension de la révolte de Carausius et d'Allectus: 🟧 Territoires repris par Constance Chlore en 293, 🟨 Territoires repris en 296

La révolte carausienne (286-296) est un soulèvement mené par un commandant naval romain, Carausius, qui se déclara empereur sur la Grande-Bretagne et le nord de la Gaule. Ses territoires gaulois furent repris par l'empereur d'Occident Constance Chlore en 293, après quoi Carausius fut assassiné par son subordonné Allectus. La Bretagne a été reconquise par Constance et son subordonné Asclepiodotus en 296.

## Révolte
Carausius est un Ménapien d'origine modeste qui a gravi les échelons de l'armée romaine et a été nommé à un commandement naval à Bononia (Boulogne), avec la charge de protéger la Manche des pillards francs et saxons. Cependant, il a été accusé de collaborer avec les pirates pour s'enrichir, et l'empereur d'Occident, Maximien Hercule, a ordonné sa mise à mort en 286. Carausius a alors répondu en se déclarant empereur en Bretagne. Ses forces comprenaient non seulement sa flotte, augmentée par les nouveaux navires qu'il avait construits, et les trois légions stationnées en Bretagne, mais une légion qu'il avait prise en Gaule, un certain nombre d'unités auxiliaires étrangères, une levée de navires marchands gaulois et des mercenaires barbares. attiré par la perspective du butin.

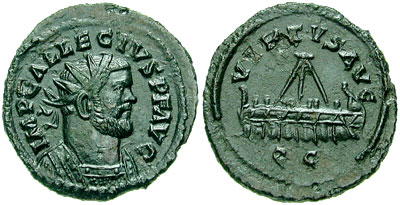
Pièce d' Allectus, c. 293- 96

Un panégyrique dédié à Maximien en 288 ou 289 fait référence à la préparation par l'empereur d'une expédition contre Carausius. Un panégyrique dédié plus tard à Constance Chlore dit que cette invasion a échoué en raison du mauvais temps, bien que Carausius la revendique comme une victoire militaire et Eutrope dit que les tentatives furent vaines du fait de l'habileté militaire de Carausius et que la paix fut conclue.
Carausius a commencé à la suite de cette victoire à entretenir des rêves de légitimité et de reconnaissance officielle. Il a frappé ses propres pièces et a adapté leur valeur, tout en reconnaissant et en honorant Maximien puis Dioclétien . Cela suggère qu'il aurait été très disposé à participer à un rapprochement avec les empereurs légitimes. Il semble avoir fait appel au mécontentement breton à l'égard de la domination romaine: il a émis des pièces de monnaie avec des légendes telles que Restitutor Britanniae (restaurateur de Bretagne) et Genius Britanniae (esprit de Bretagne). Auparavant, la Bretagne avait fait partie de l'Empire gaulois établi par l'usurpateur Postumus en 260, qui comprenait également la Gaule et l'Hispanie et n'avait été reconquis par Aurélien qu'en 274. Un miliaire de Carlisle avec son nom dessus suggère que l'ensemble de la Bretagne romaine était à la portée de Carausius.
En 293, le jeune empereur Constance Chlore lance une seconde offensive, assiégeant le port rebelle de Gesoriacum (Boulogne-sur-Mer) par terre et par mer. Après sa chute, Constance attaque les autres possessions gauloises de Carausius et de ses alliés francs. Carausius est alors usurpé par son trésorier, Allectus, qui le fait assassiner au passage.
Trois ans plus tard, en 296, la reconquête de la Bretagne commence. Avec Maximien Hercule tenant la frontière du Rhin, Constance divise sa flotte en plusieurs unités. Il dirigea lui-même une armée depuis Bononia, tandis qu'une autre, partant du Havre, était commandée par Julius Asclepiodotus, préfet de la garde prétorienne. Ce dernier mit les voiles par mauvais temps, mais le brouillard lui permit de tromper la flotte d'Allectus, stationnée sur l'île de Wight, et  de passer sans être repéré. Les troupes débarquèrent à proximité de Southampton et y brûlèrent leurs navires. Les rebelles furent donc forcés de se retirer de la côte, mais, ce faisant, rencontrèrent une autre armée romaine. Allectus lui-même est tué dans la bataille qui s'ensuit et ses troupes sont mises en déroute, en 297. L'archéologie suggère que Calleva Atrebatum (Silchester) a été le site de sa défaite. Une partie des troupes de Julius Asclepiodotus rattrape les restes des troupes d'Allectus, pour la plupart des Francs, à Londinium (Londres) et les massacrent. Constance, semble-t-il, n'a pas atteint la Bretagne avant que tout ne soit terminé.

## Légende britannique médiévale
Carausius, Allectus, Asclepiodotus et Constance apparaissent dans l'Historia Regum Britanniae de Geoffroy de Monmouth (1136) de manière déformée, en tant que dirigeants de la Grande-Bretagne. Dans le récit de Monmouth, Carausius est un Britannique d'origine qui persuade les Romains de lui donner un commandement naval et l'utilise pour renverser le roi de Grande-Bretagne, Bassianus ou Caracalla . Les Romains envoient Allectus avec trois légions pour l'écraser, ce qu'il réussit, prenant personnellement le pouvoir au passage. Mais Allectus se révèle un dirigeant oppressif, et Asclepiodotus, ici un duc de Cornouailles, mène un soulèvement populaire pour le destituer. Il bat Allectus près de Londres et assiège sa dernière légion dans la ville. Les Romains se rendent à la condition qu'ils soient autorisés à quitter la Grande-Bretagne en toute sécurité, ce qu'Asclepiodotus accorde, mais ses alliés les Venedoti les décapitent et jettent leurs têtes dans la rivière Gallobroc . Dix ans plus tard, Asclepiodotus est déposé par Coel, duc de Colchester, pour sa part dans la persécution des chrétiens sous Dioclétien . Les Romains envoient Constance pour négocier avec lui. Coel accepte de rendre hommage à Rome et donne à Constance sa fille Hélène en mariage, et à sa mort, Constance devient le nouveau roi de Grande-Bretagne.

### Sources antiques
- Aurelius Victor, Le Livre des Césars
- Eutrope, Abrégé de l'Histoire Romaine
- Études historiques
  - (en) P. J. Casey, Carausius and Allectus: The British Usurpers, Taylor & Francis, 1994 (ISBN 9780203974353)
  - Alan Clayson, « Ahead of his time: Carausius was a pirate, a rebel and the first ruler of a unified Britain », The Independent,‎ 30 juillet 2010
  - David Vagi, « Coins document revolt of Carausius », Coin World,‎ 25 novembre 2011